# Yzeux
Yzeux – miejscowość i gmina we Francji, w regionie Hauts-de-France, w departamencie Somma.
Według danych na rok 1990 gminę zamieszkiwało 200 osób, a gęstość zaludnienia wynosiła 40 osób/km² (wśród 2293 gmin Pikardii Yzeux plasuje się na 797. miejscu pod względem liczby ludności, natomiast pod względem powierzchni na miejscu 874.).